# Alexander Gibsone II
Alexander Gibsone II, Alexander Gibson Gibsone (ur. 5 lutego 1770 w Edynburgu – zm. 8 stycznia 1836 w Gdańsku) – kupiec, brytyjski i niemiecki urzędnik konsularny.
Narodowości szkockiej. Do Gdańska przybył około 1785 na zaproszenie wuja barona Alexandra von Gibsone. M.in. handlował zbożem, prowadząc firmy - Gibsone & Co., później Solly und Gibsone. Pełnił funkcję konsula Wielkiej Brytanii (1813-1831) oraz równocześnie konsula generalnego Królestwa Hanoweru w Gdańsku. Został pochowany 12 stycznia 1836 w Gdańsku.